# Mill Creek, Washington
Mill Creek är en ort i Snohomish County i den amerikanska delstaten Washington. Orten grundades officiellt år 1983.

## Kända personer från Mill Creek
- Ashlyn Pearce, skådespelare